# Woodside Park (Metropolitano de Londres)
Woodside Park é uma estação do Metrô de Londres em Woodside Park ao norte de Londres.
A estação fica no ramal High Barnet da Northern line, entre as estações Totteridge & Whetstone e West Finchley, e na Zona 4 do Travelcard. Woodside Park é a última estação em uma lista alfabética de estações do Metrô de Londres.

## História
A estação Woodside Park foi planejada pela Edgware, Highgate and London Railway (EH&LR) e foi inaugurada originalmente como Torrington Park em 1 de abril de 1872 pela Great Northern Railway (que havia assumido a EH&LR). A estação foi renomeada um mês após a inauguração e novamente em 1882.